# Patrick McGilligan
 (janvier 2019).
Si vous disposez d'ouvrages ou d'articles de référence ou si vous connaissez des sites web de qualité traitant du thème abordé ici, merci de compléter l'article en donnant les références utiles à sa vérifiabilité et en les liant à la section « Notes et références ».
Patrick Joseph McGilligan (12 avril 1889 - 15 novembre 1979) est une personnalité politique irlandaise, du Fine Gael. Il est notamment procureur général de l'Irlande (en) de 1954 à 1957, ministre des Finances de 1948 à 1951, ministre des Affaires extérieures de 1927 à 1932 et ministre de l'Industrie et du Commerce. Il est Teachta Dála (député) de 1923 à 1965.

## Source
- (en) Cet article est partiellement ou en totalité issu de l’article de Wikipédia en anglais intitulé « Patrick McGilligan » (voir la liste des auteurs).